# Maria (esposa de Leão III)
Maria foi uma imperatriz-consorte bizantina, esposa de Leão III, o Isauro.

## Imperatriz
O trono do Império Bizantino passou por um período de anarquia no início da década de 710. Justiniano II havia sido depois e executado em 711. Sua deposição foi seguida por uma sequência de imperadores que reinaram por poucos anos: Filípico (711-713), Anastácio II (713-715) e Teodósio III (715-717). Todos eles ascenderam ao trono depois de golpes de estado por facções do exército bizantino.
Uma revolta liderada por Leão, o estratego do Tema Anatólico e Artavasdo, estratego do Tema Armeníaco, conseguiu depor Teodósio e, em 25 de março de 717, Leão foi proclamado imperador em Santa Sofia. É neste ponto que Maria aparece pela primeira vez no registro histórico, como sua imperatriz-consorte.
Em julho de 718, Maria teve seu primeiro filho, Constantino, durante um cerco à capital por Maslama ibne Abedal Maleque, um general do Califado Omíada. Em agosto do mesmo ano, o cerco foi rompido e as forças omíadas recuaram. No dia 25 do mesmo mês, Maria recebeu o título de augusta e seu filho foi batizado pelo patriarca de Constantinopla Germano I. Constantino foi proclamado co-imperador em agosto de 720.
Leão reinou até a sua morte em 18 de junho de 741 e não se conhece o destino de Maria.

## Família e filhos
Maria e Leão III tiveram quatro filhos conhecidos:
- Ana (c. 705 - depois de 772), esposa de Artavasdo.
- Constantino V[1] (julho de 718 - 14 de setembro de 775).
- Irene.
- Cosmo.

Os nomes e o local onde foram sepultadas duas outras filhas estão registrados em Sobre as Cerimônias, de Constantino VII. Nada mais se sobre elas.